# Vestergrenia leucopogonis
Vestergrenia leucopogonis är en svampart som beskrevs av Hansf. 1957. Vestergrenia leucopogonis ingår i släktet Vestergrenia och familjen Dothideaceae.   Inga underarter finns listade i Catalogue of Life.